# Kostrzyca (szczyt)
Kostrzyca szczyt w paśmie Czarnohory - 1544 m n.p.m. Na jej południowym stoku w 1935 roku wybudowane zostało schronisko harcerskie, spalone w czasie II wojny światowej.